# 壹號雲頂
壹號雲頂（英語：Peak One），位於香港新界沙田大圍銅鑼灣山美田路68號（美田路與銅鑼灣山路間，曉翠山莊下方），是新鴻基地產發展的住宅項目。屋苑共分三期發展：第一期有8座大樓，提供412個單位，標準戶面積由近600呎至近1400呎不等。而在第一期對面，另設有頂峰別墅（第三期），共有13座獨立屋。二期雲頂峰則位於鄰近另一獨立地塊，由一幢分層住宅（高7層，共112伙）及4座獨立屋組成。本項目當中，平均每戶分得多於1個車位（共500個）。

## 歷史
壹號雲頂由三幅地塊組成：一及三期位於銅鑼灣山與城門隧道公路之間，而二期就在曉翠山莊下方。其中，一期以往是博雅山莊的園林部分，在1987年2月城門隧道開建後，隨博雅山莊酒樓停運而荒廢（但未完全拆卸，遊人可隨意進入，直到2005年清拆為止）。後來，博雅山莊剩餘園林及附近土地被新鴻基地產收購發展。最初，新地擬將本項目列為曉翠山莊（道風山一期）後續發展，並命名為道風山二、三及四期，可發展面積達74萬多平方尺。後來，發展項目規模減至69萬多平方尺，並不再將之列為曉翠山莊後續期數；而本項目三個地塊，亦於2004年完成補地價，作價合共近六億港幣，呎價僅約868元。最後，本項目於2005-06年動工，2008至2010年間完工入伙。

## 公共設施
在本項目發展時，新地需負責建造一休憩公園連垃圾收集站（近二期）、連接美田路至銅鑼灣山路的道路（美田路延伸段），以及翻新並改動博雅山莊休憩公園。此等工程於2006年與本項目一併動工，並於2008年啟用。